# Bleekgeel blaasjeskruid
Bleekgeel blaasjeskruid (Utricularia ochroleuca) is een vleesetende overblijvende waterplant uit de blaasjeskruidfamilie (Lentibulariaceae), die van nature voorkomt in Noord-, Midden- en West-Europa en van daaruit verder verspreid is naar enkele plaatsen in Noord-Amerika. De soort staat op de Nederlandse Rode lijst van planten als niet meer aanwezig in Nederland. De vleesetende soort was zeer zeldzaam in het zuidoosten van het land en werd voor het laatst in 1983 gevonden. Het aantal chromosomen is 2n = 44.
De stengels van de plant worden 10 - 50 cm lang. De groene bladeren zijn vaak voorzien van een enkel blaasje. De met stekelharen bezette bladslippen van de waterloten hebben een spitse, geleidelijk in een stekelhaar overgaande top en spitse tandjes. De plant vormt overwinteringsknoppen, turionen.
Bleekgeel blaasjeskruid bloeit van juni tot in augustus met bleekgele bloemen, die een bruin gestreept gehemelte hebben. De spoor is afstaand en half zo lang als de onderlip. De onderlip is 7 - 9 × 10 - 13 mm en de spoor 4 - 5 mm lang.
De vrucht is een 0,35 mm lange en 0,25 mm brede doosvrucht.

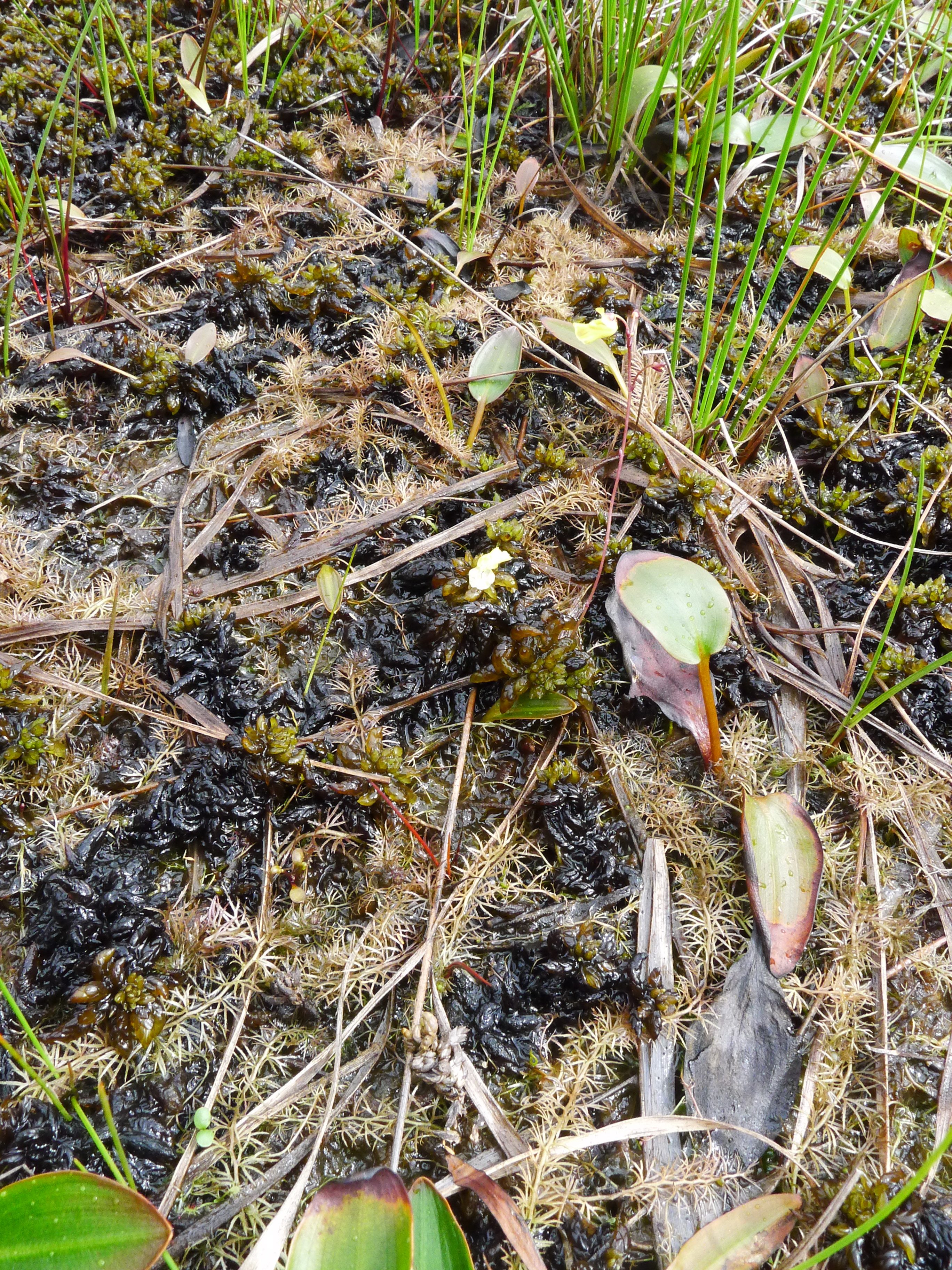
Planten
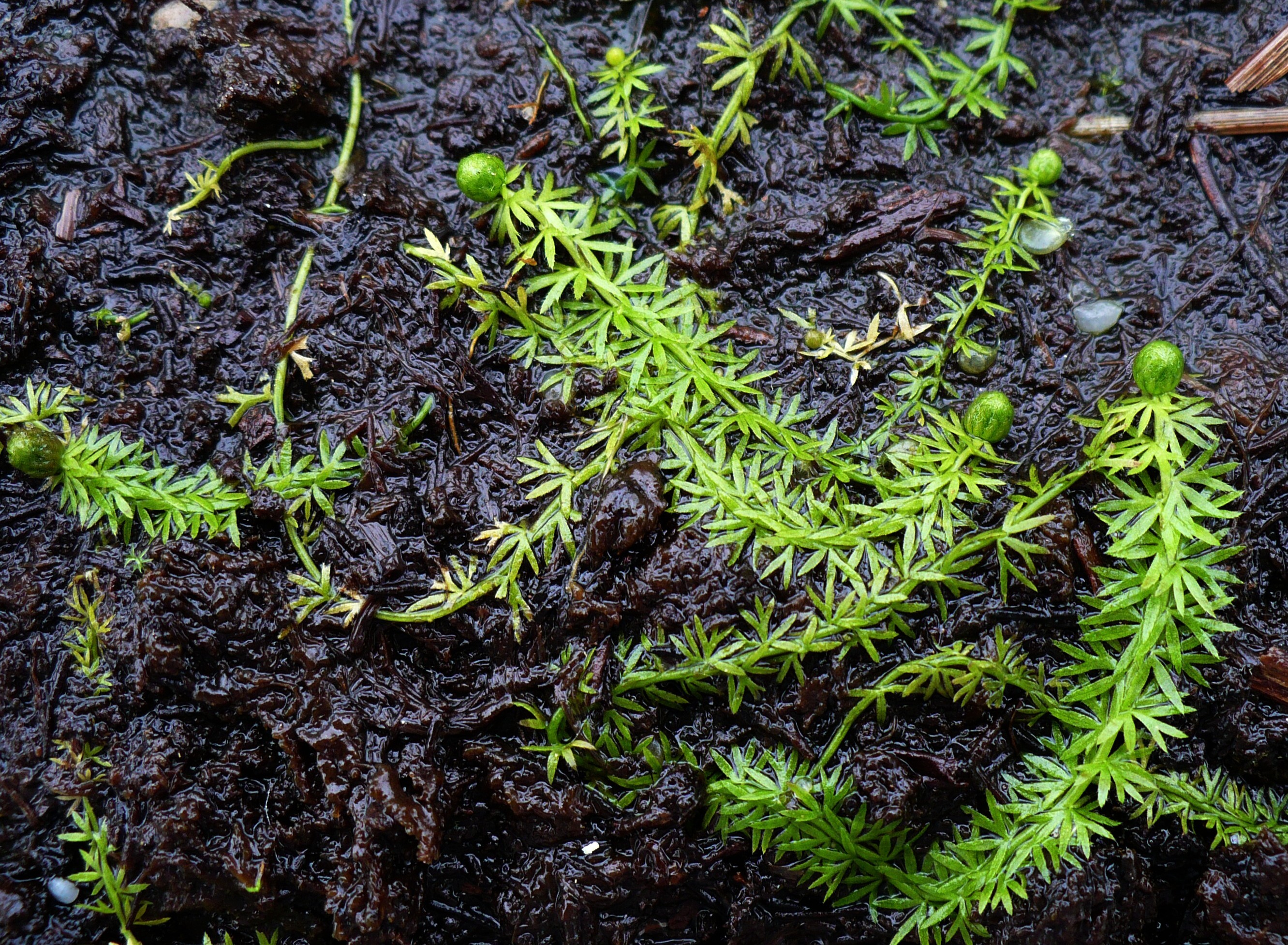
Stengels met turionen
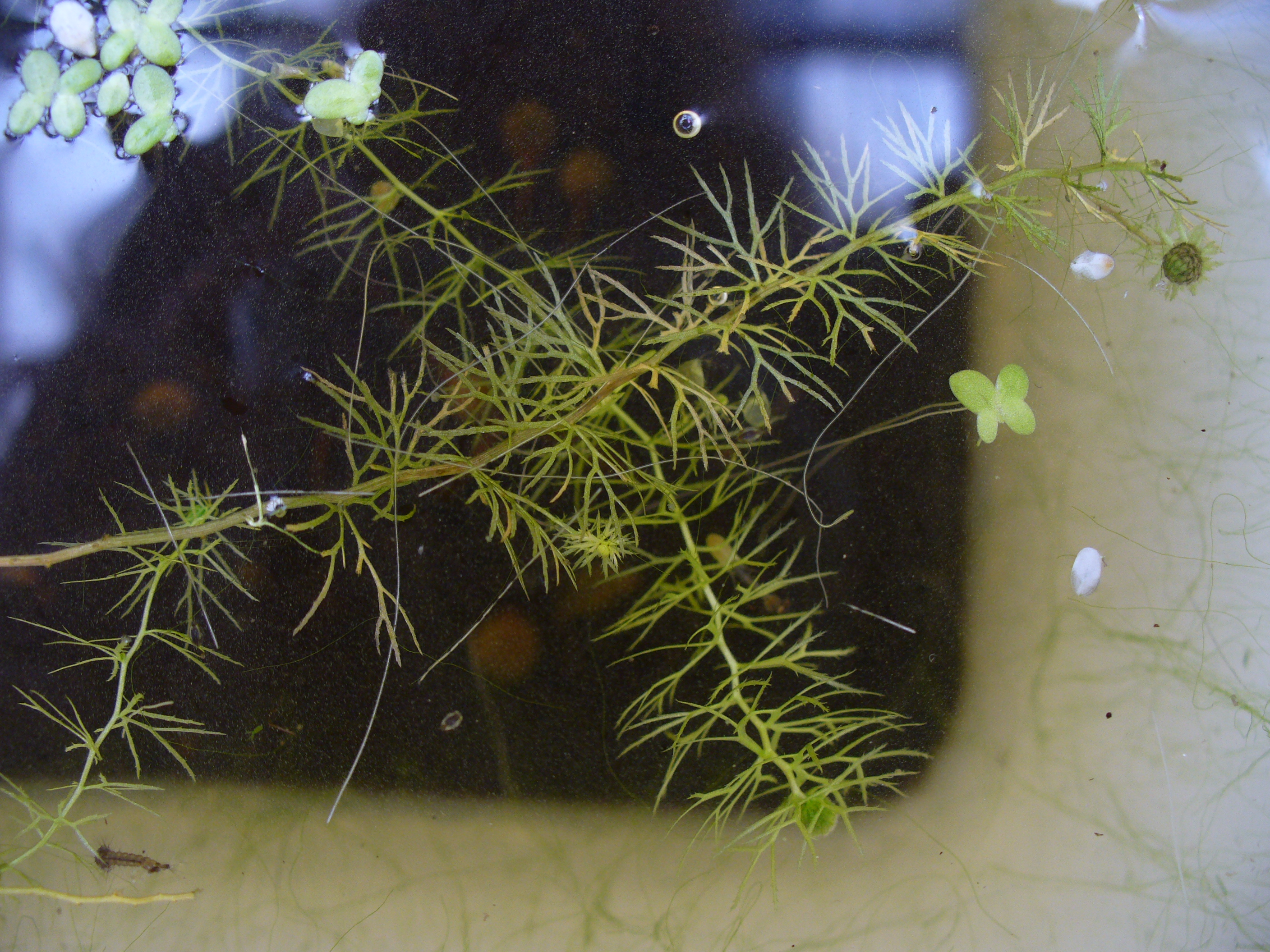
Waterloten
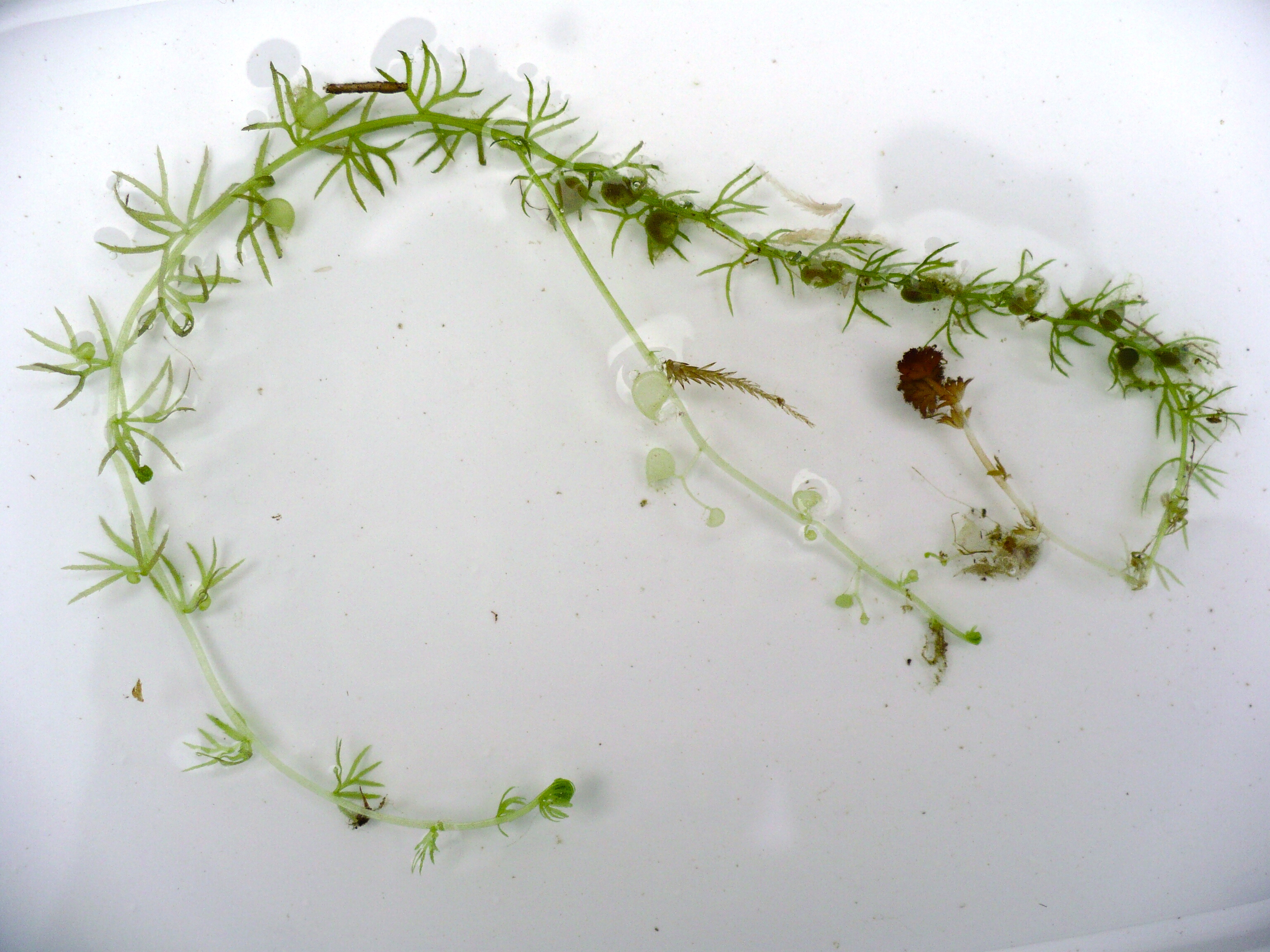
Stengel met blaasjes

## Ecologie en verspreiding
Bleekgeel blaasjeskruid zweeft in zonnig en ondiep, voedselarm, zwak tot matig zuur, niet vervuild en uitgesproken stikstofarm water boven slikkige, turfachtige bodem. Ze groeit in moerassen en moerasbossen, in turfsloten, in heidevennen en in veenplassen, gemiddeld in wat zuurder water dan plat blaasjeskruid. Nederland valt geheel binnen het areaal van de soort. De vleesetende soort was zeer zeldzaam in het zuidoosten van het land en werd voor het laatst in 1983 gevonden. Het verdwijnen van de plant uit Nederland is te wijten aan de sterk toegenomen eutrofiëring.
De stengels hebben naast de groene waterloten (die geen of slechts enkele blaasjes dragen) ook bleke grondloten zonder bladgroen (en altijd met blaasjes) die de plant verankeren. De afgeplatte bladeren hebben stekelharen die meestal op een klein zijslipje van de bladrand zitten. De plant vormt zilverachtig behaarde, zich verlengende winterknoppen die door het water of door watervogels verspreid worden.